# Strabag
Strabag SE est une entreprise autrichienne de construction qui fait partie de l'indice ATX. C'est la plus grande entreprise de construction en Autriche et l'une des plus grandes entreprises de construction en Europe. La société est active sur ses marchés d'origine, l'Autriche et l'Allemagne, ainsi que dans tous les pays d'Europe centrale, orientale et du Sud-Est. Elle opère sur la base de projets et possède des filiales sur certains marchés d'Europe occidentale, dans la péninsule arabique, ainsi qu'au Canada, au Chili, en Chine et en Inde.

## Historique
- 2009 : l'oligarque russe Oleg Deripaska cède les 25 % qu'il détient dans Strabag[5]. Implenia repousse l'offre de Strabag.[pas clair]

## Grands travaux
- Phare d'Alte Weser dans la mer du Nord en 1964.
- Aéroport international de Bassorah en Irak en 1988.
- Métro de Copenhague au Danemark livré en 2002.
- Tunnel de base du Saint-Gothard